# 8241 Agrius
8241 Agrius è un asteroide troiano di Giove del campo greco. Scoperto nel 1973, presenta un'orbita caratterizzata da un semiasse maggiore pari a 5,1440832 UA e da un'eccentricità di 0,0433360, inclinata di 4,34549° rispetto all'eclittica.
L'asteroide è dedicato ad Agrio, il padre di Tersite, il più brutto tra i guerrieri greci.